# جوجل تشك أوت
جوجل تشك أوت (بالإنجليزية: Google Checkout) هي خدمة دفع إلكترونية مُقدمة من جوجل تهدف إلى تسهيل عملية الدفع عند الشراء عبر الإنترنت. يقوم المستخدمون بتخزين بيانات بطاقاتهم الائتمانية ومعلومات الشحن في حسابهم على جوجل، حتى يصبح بإمكانهم الشراء من المواقع المشاركة في هذه الخدمة بضغطة زر. يقدم جوجل شيك أوت حماية ضد الاحتيال، بالإضافة إلى صفحة موحدة لتعقب المشتريات وحالتهم.
قبل إطلاق هذه الخدمة، كانت هناك تخمينات مبكرة بأن جوجل تقوم ببناء منتج منافس لخدمة باي بال. بالرغم من هذا، فإن نطاق جوجل شيك أوت مركز على السماح بعمليات الدفع التي تتم بين المشتري والتاجر مرة واحدة. وعلى عكس باي بال فإن جوجل تشك أوت لا يسمح باستخدام الأموال المخزنة أو بعمليات الدفع من شخص لشخص.
أثارت إيباي (التي تملك باي بال) بعض الجدل حينما أضافت جوجل شيك أوت إلى قائمة طرق الدفع الممنوعة، وبهذا تمنع مستخدمي إيباي من استخدام جوجل تشك أوت.
كانت خدمة جوجل تشك أوت متاحة لأول مرة في الولايات المتحدة في 28 يونيو 2006. فيما بعد أصبحت الخدمة متاحة في المملكة المتحدة في 13 أبريل 2007.

## وصلات خارجية
- الموقع الرسمي